# ブランドン (ミシシッピ州)
ブランドン（英: Brandon）は、アメリカ合衆国ミシシッピ州の都市。ランキン郡の郡庁所在地である。人口は2万5138人（2020年）。州都ジャクソンの東にあり、ジャクソン都市圏に属している。

## 歴史
ブランドンとなった地域は、長い間先住民文化に占有されており。ヨーロッパの植民地化が進行した時代は、チョクトー族インディアンの領土に属していた。チョクトー族は1830年代に、その土地をアメリカ合衆国に譲渡することを強いられた。川に近い土地は綿花プランテーションのために開発された。ヨーロッパ系アメリカ人開拓者が数多くこの地域に入るようになったのは、20世紀も半ばになってからだった。

## 地理
ブランドン市は北緯32度16分49秒 西経89度59分54秒 / 北緯32.28028度 西経89.99833度 (32.280330, -89.998470)に位置している。
アメリカ合衆国国勢調査局に拠れば、市域全面積は21.3平方マイル (55.3 km2)であり、このうち陸地21.3平方マイル (55.1 km2)、水域は0.1平方マイル (0.2 km2)で水域率は0.37%である。

## 人口動態
以下は2000年国勢調査による人口統計データである。
| 基礎データ - 人口: 16,436 人 - 世帯数: 6,295 世帯 - 家族数: 4,595 家族 - 人口密度: 298.5人/km2（773.2 人/mi2） - 住居数: 6,540 軒 - 住居密度: 118.8軒/km2（307.7 軒/mi2） 人種別人口構成 - 白人: 86.61% - アフリカン・アメリカン: 11.89% - ネイティブ・アメリカン: 0.10% - アジア人: 0.58% - 太平洋諸島系: 0.06% - その他の人種: 0.30% - 混血: 0.47% - ヒスパニック・ラテン系: 1.30% 年齢別人口構成 - 18歳未満: 25.2% - 18-24歳: 8.3% - 25-44歳: 30.4% - 45-64歳: 24.5% - 65歳以上: 11.5% - 年齢の中央値: 36歳 - 性比（女性100人あたり男性の人口） - 総人口: 90.1 - 18歳以上: 86.0 | 世帯と家族（対世帯数） - 18歳未満の子供がいる: 36.0% - 結婚・同居している夫婦: 59.0% - 未婚・離婚・死別女性が世帯主: 11.4% - 非家族世帯: 27.0% - 単身世帯: 23.4% - 65歳以上の老人1人暮らし: 7.4% - 平均構成人数 - 世帯: 2.53人 - 家族: 3.00人 収入と家計 - 収入の中央値 - 世帯: 53,246米ドル（2008年推計では105,485 ドル） - 家族: 63,098米ドル - 性別 - 男性: 42,414米ドル - 女性: 28,128米ドル - 人口1人あたり収入: 24,020米ドル - 貧困線以下 - 対人口: 6.0% - 対家族数: 4.1% - 18歳未満: 7.7% - 65歳以上: 10.7% |

## 政府とインフラ
ブランドン市の政府は、行政官の長としての市長と、7人の委員による市政委員会で構成されている。市政委員の内6には小選挙区から各1人、残る1人は市全体を選挙区に選出されている。
市の消防署は3か所に駐屯している。ブランドン市警察署もある。
ミシシッピ州矯正省がブランドン市内でブランドン保護観察・仮釈放事務所を運営している。ランキン郡の未編入領域にあるミシシッピ州矯正施設は、ブランドン市に近い所にある。

## 文化
ブランドン市内にはブラックローズ劇団がある。
市内には下記のようにアメリカ合衆国国家歴史登録財に指定される多くの建物がある。
- コック＝マーティン＝ジャクソン邸
- ヘブロン・アカデミー
- ランキン郡庁舎
- スティーブンス＝ブキャナン邸
- ターコット邸

## 教育
ブランドン市の公共教育はランキン郡教育学区が管轄している。
公立学校
- ブランドン高校（9年生から12年生）
- ブランドン中学校（6年生から8年生）
- ブランドン小学校（4年生、5年生）
- ストーンブリッジ小学校（2年生、3年生）
- ラウズ小学校（幼稚園から1年生）

## 著名な出身者
- タイラー・ムーア、メジャーリーグベースボール選手、ワシントン・ナショナルズ